# Дзвонецький кіш Булавіна
Дзвонецький кіш Булавіна — військовий табір повстанців на чолі з донськими козаками Кіндрата Булавіна у 1708 році. Була розташована на лівому березі Дніпра у Дзвонецького порогу біля впливу у Дніпро Вороної річки.
Наприкінці 1707 року повстання очолюване Кіндратом Булавіном спалахнуло з новою силою. Кіш Запорозької Січі дозволив Кіндрату Булавіну до весни 1708 року отаборитися навколо Кодака та приймати добровольців.
Прихильники Булавіна на лівому березі Дніпра біля Звонецького порогу заснували кіш на зразок Січі. Саме звідси отаман Булавін відсилав свої універсали із закликами до повстання, що незабаром охопило Верхньоломовський і Нижньоломовський повіти Азовської губернії (сучасна Пензенська область), Південно-Східну та Слобідську Україну.